# Parotocinclus eppleyi
Parotocinclus eppleyi är en fiskart som beskrevs av Schaefer och Provenzano, 1993. Parotocinclus eppleyi ingår i släktet Parotocinclus och familjen Loricariidae. Inga underarter finns listade i Catalogue of Life.